# I soldi in Paradiso
I soldi in Paradiso. Cronache dalla prossima Italia è un libro del 1975 del giornalista Gianfranco Piazzesi. Come per il precedente Berlinguer e il Professore,  uscì inizialmente anonimo e solo successivamente Piazzesi rivelò di esserne l'autore.

## Trama
(Avvertenza dell'autore all'inizio del romanzo)
Nel 2000, la crema della classe politica e imprenditoriale italiana ha lasciato il suo paese d'origine per stabilirsi su un'isola tropicale, ribattezzata "Paradiso". Uno dei suoi abitanti, già giornalista del Messaggero, si mette a scrivere un memoriale sugli ultimi giorni del precedente regime politico.
Nel 1981 in Italia imperversava la criminalità, attiva in particolare nei sequestri di persona a scopo di estorsione. Il rapimento ai danni della figlia di Gianni Agnelli, tuttavia, fallì grazie ai dispositivi di sicurezza.  Il narratore, leggendo le cronache, iniziò a cullare l'idea di arricchirsi rapendo la figlia di un dipendente dell'avvocato Agnelli e chiedendo un riscatto che questi, se avesse voluto tener fede alla sua immagine pubblica, non avrebbe potuto esimersi dal pagare. Individuò la sua vittima in Anna Fittipaldi, figlia di un operaio dello stabilimento FIAT di Termoli.
Il narratore quindi prelevò Anna, bambina di un anno e mezzo, dal pollaio dove i genitori la tenevano e l'affidò alla propria sorella a Monte Porzio Catone, presentandola come la propria figlia, dopo aver chiesto a Fittipaldi un riscatto di cinque milioni di lire a nome del fantomatico Collettivo Armato Rivoluzionario (CAR). Il sequestro rischiò di passare inosservato poiché nelle stesse ore fu rapito anche il calciatore Giorgio Chinaglia, ma l'ANSA ribatté comunque la notizia. Il narratore allora compose un articolo che esortava l'Avvocato a pagare per il suo dipendente. Giovanni Spadolini, allora direttore del Messaggero, approvò la pubblicazione dell'articolo in prima pagina, salvo pentirsene per il vespaio che ne fu scatenato. Agnelli decise di pagare il riscatto per evitare campagne di stampa ostili. Il governo presieduto da Mariano Rumor però si preoccupò che ciò potesse innescare una nuova spirale di sequestri, mentre i sindacati temerono che il pagamento potesse da una parte aumentare la popolarità dell'Avvocato presso i lavoratori, dall'altra spingerlo a trasferirsi all'estero e a disfarsi delle sue aziende, quindi imposero che i giornali non si occupassero più del rapimento. Il direttore perciò impose al suo sottoposto di scrivere un articolo riparatore, ma questi invece raccontò di essere stato prelevato per strada dai rapitori della bambina, e ripeté la millanteria anche al presidente del consiglio.
Il narratore fu poi invitato a cena dall'Avvocato e da Giovanni Giovannini, capo del suo impero editoriale, col quale si accordò per il pagamento in qualità d'intermediario. Tornò a Roma per dare l'impressione di aver contattato i rapitori, e in un colloquio con il direttore del giornale quest'ultimo gli confidò gli ultimi sviluppi politici.
In un vertice della Democrazia Cristiana, il ministro delle finanze Colombo aveva detto che i capitalisti italiani erano ormai divenuti dei parassiti sociali, dato che avevano trasferito il grosso dei loro capitali all'estero; il ministro degli interni aveva rincarato la dose affermando che perciò allo stato conveniva assecondare la piaga dei sequestri anziché contrastarla, spingendo tali parassiti ad andarsene dall'Italia e nazionalizzando le loro aziende a prezzo di favore. A quel punto era intervenuto il Professore, che aveva proposto di affidare la gestione delle industrie, anziché a dirigenti nominati dei politici, direttamente alle segreterie dei partiti, compreso quello comunista, cosa che avrebbe ridotto anche l'effetto della corruzione dei politici. Massimiliano Cencelli espresse però dei dubbi su tale piano, che non teneva in debita considerazione il peso politico dei sindacati.
Il narratore ricevette poi la visita del ministro degli interni e del capo della polizia, che lo invitarono a far ritrovare la bambina al più presto per evitare spiacevoli conseguenze. Il capo della polizia (chiamato "il Grande Inquisitore") gli fece capire in modo indiretto di aver intuito il suo bluff; il narratore però era ancora convinto di poter condurre il gioco. L'indomani rivide gli stessi personaggi, che gli comunicarono che in un blitz della polizia erano rimasti uccisi cinque militanti del CAR e la piccola rapita. Il giornalista rimase incredulo, ma avallò la versione ufficiale, soprattutto quando gli fu assicurato che il riscatto era stato versato. Qualche tempo dopo espatriò, prima per la Svizzera poi per la sua destinazione definitiva.
Per concludere il suo racconto, l'ex giornalista scrive della vita che si conduce sull'isola del Paradiso, di cui Andreotti è commissario unico mentre Leone è il capo della tifoseria calcistica. L'ex ministro degli interni gli spiega di aver organizzato la messinscena con i cadaveri di cinque terroristi già uccisi dalla polizia e di una bambina morta in un incidente stradale; il narratore, da parte sua, rivela che la piccola Anna, incolume, era rimasta con sua sorella.

## Edizioni
- Anonimo, I soldi in Paradiso, Milano, Rizzoli editore, 1975